# 結城晴綱
結城 晴綱（ゆうき はるつな）は、戦国時代から安土桃山時代にかけての武将。白河結城氏10代当主。

## 生涯
白河結城氏9代当主・結城義綱の嫡男として誕生。
始め直広（なおひろ）と名乗り、天文11年（1542年）に左京大夫に任ぜられると同時に、当時の古河公方・足利晴氏の偏諱を受けて晴広（はるひろ）と改名、さらにその翌年に晴綱（はるつな）と名を変えた。義綱から家督を譲られ白河結城氏の当主となったのはこの時期と見られる。
近隣の二階堂氏や田村氏、石川氏と合戦を繰り広げた。岩城氏とは友好関係を保ち、佐竹氏と抗争が起きた際には何度か調停を受けている。
天文8年（1539年）、下野国の那須政資・高資父子が争った際、下総結城氏の結城政勝・小山高朝に協力して高資を支援した。
晴綱は伊達氏の天文の乱には積極的に参加した形跡は見られない。しかし、天文14年（1545年）に伊達晴宗から友好を求められたこと、同年に二階堂照行の領地を侵したこと、翌天文15年（1546年）に晴宗から田村義顕・隆顕父子を背後から牽制するように要請を受けたことなどが知られており、晴宗派であったと思われる。しかし一方で、稙宗とも友好関係を結んでいたようである。
天文20年（1551年）には二本松義国と共同して、対立していた蘆名氏と田村氏を仲介し講和を成立させた。
内訌を克服し領内に侵攻してきた佐竹氏に対抗すべく、天文24年/弘治元年（1555年）に一門の筆頭であった小峰義親の室に蘆名盛氏の娘を迎え蘆名氏と同盟し、また小田原の北条氏とも書状を通じて友好を深め佐竹氏と争うが、永禄3年（1560年）に那須氏との争いも勃発するなどして（小田倉の戦い）、次第に勢力を失っていった。
晴綱の治世下においても佐竹氏の北進を止めることはできず、永禄3年（1560年）に寺山城を、永禄7年（1564年）には羽黒山城を佐竹義昭によって制圧されている。天正2年（1574年）には、義昭の跡を継いだ佐竹義重によって赤館城を攻め落とされて、南郷一帯はことごとく佐竹氏の支配下に落ちたという。
晩年は失明し、重病の床に伏した。嫡男・義顕は幼少だったため、白河結城氏は小峰義親が家政を執り行うこととなった。